# Christopher Tugendhat
Pour les articles homonymes, voir Tugendhat.
Le baron Christopher Samuel Tugendhat, né le 23 février 1937, est un homme politique britannique.